# 勒尼
勒尼（法語：Reugny，發音：[ʁøɲi] ⓘ）是法国安德尔-卢瓦尔省的一个市镇，位于该省中东部，属于图尔区。

## 地理
勒尼（47°28'55"N, 0°53'3"E）面积29.72 平方千米，位于法国中央-卢瓦尔河谷大区安德尔-卢瓦尔省，该省份为法国中西部省份，北起萨尔特省、东北接卢瓦-谢尔省，东南接安德尔省，南至维埃纳省，西临曼恩-卢瓦尔省。
与勒尼接壤的市镇（或旧市镇、城区）包括：讷耶勒列尔、尚赛、克罗泰勒、莫奈、图赖讷地区蒙特勒伊、纳泽勒-内格龙、布雷讷河畔韦尔努、维勒多梅。
勒尼的时区为UTC+01:00、UTC+02:00（夏令时）。

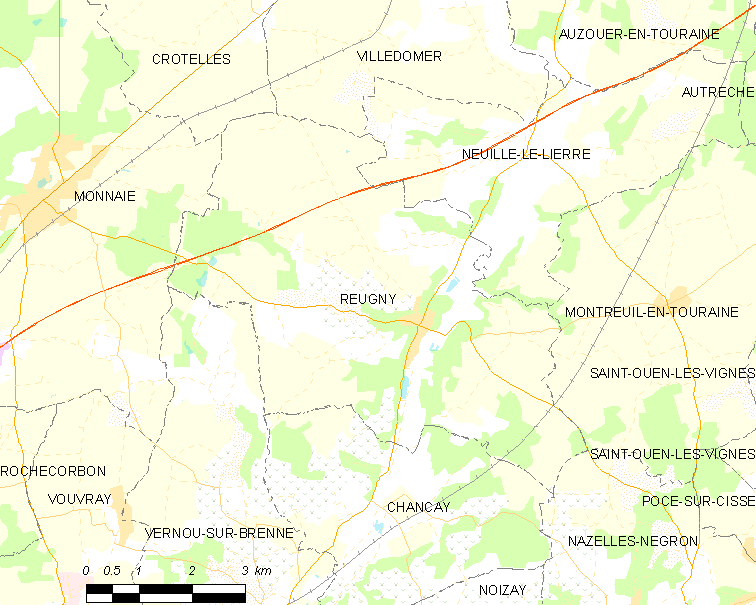
勒尼的OSM定位图

## 行政
勒尼的邮政编码为37380，INSEE市镇编码为37194。

## 政治
勒尼所属的省级选区为武夫赖县。

## 人口

1962-2008年间勒尼人口变化图示

勒尼于2022年1月1日时的人口数量为1764人。